# Consorcio de Aguas Bilbao Bizkaia
El Consorcio de Aguas Bilbao Bizkaia es la entidad pública que abastece de agua potable y saneamiento en la red primaria de 81 municipios del País Vasco. Se rige por una asamblea general en la que están representados todos los ayuntamientos de los municipios que integran el Consorcio, además de la Diputación Foral de Vizcaya y el Gobierno Vasco.

## Historia
En 1967, diecinueve municipios de Vizcaya y la Corporación Administrativa Gran Bilbao constituyeron un consorcio para la instalación y gestión de los servicios de abastecimiento de agua y saneamiento.
Desde entonces, han modificado sus estatutos para adaptarse a las nuevas normativas legales, dar cabida a los nuevos miembros y ampliar los servicios prestados, tales como la gestión de las redes locales de suministro de agua. En la actualidad, el consorcio da cobertura a más de un millón de habitantes, siendo el 91,26% de Vizcaya, lo cual es el 48,20% de la Comunidad Autónoma del País Vasco. La plantilla cuenta con más de 370 empleados.

## Competencias

### Captación
El abastecimiento de agua en red primaria comprende las funciones de captación o alumbramiento, embalse, transporte, tratamiento y conducción hasta grandes usuarios finales o hasta los depósitos cabecera de la red de distribución.
El sistema se compone de 2 balsas, 7 embalses y 164 captaciones, con 80 bombeos de impulsión.
La principal captación de agua se inicia en los embalses de Ullibarri Ganboa y Santa Engracia, que pertenecen al sistema del Zadorra y almacenan el 90% del agua distribuida. Este volumen hídrico se complementa con otras aportaciones secundarias como las de los pantanos de Oiola, Artiba y Nocedal en el sistema Kadagua y otros pequeños embalses como Lekubaso y Zollo, en la cuenca del Nervión-Ibaizabal, San Cristóbal en Arratia y los recursos subterráneos del monte Oiz en el Duranguesado. Existe también un plan de aprovisionamiento de emergencia desde diversos ríos vizcaínos.

### Tratamiento
Se potabilizan anualmente hasta 111 millones de metros cúbicos en cinco plantas: Venta Alta en Arrigorriaga, Basatxu en Barakaldo, Lekue en Galdakao, Garaizar en Durango y San Cristóbal en Igorre. Posteriormente, se cuenta con 27 estaciones de tratamiento de agua potable:
| Nombre de la estación | Municipios que abastece |
| --------------------- | --- |
| VENTA ALTA            | Abanto, Alonsotegi, Areatza, Arrigorriaga, Barakaldo, Barrika, Basauri, Berango, Bilbao, Derio, Erandio, Etxebarri, Fruiz, Gatika, Galdakao, Gamiz-Fika, Guecho, Gorliz, Larrabetzu, Laukiz, Leioa, Lemoa, Lemoiz, Lezama, Loiu, Maruri, Miraballes-Ugao, Morga, Mungia, Muskiz, Ortuella, Plentzia, Portugalete, Santurtzi, Sestao, Sondika, Sopelana, Trapagarán, Urdúliz, Zamudio, Zaratamo, Ceánuri, Ceberio, Zierbena |
| SAN CRISTOBAL         | Arantzazu, Artea, Areatza, Dima, Igorre, Ceánuri, Ceberio |
| LEKUE                 | Galdakao, Bedia |
| BASATXU               | Barakaldo |
| SALINILLAS            | Balmaseda |
| GARAIZAR              | Atxondo, Durango, Elorrio, Iurreta, Izurtza, Mañaria, Zaldívar |
| IPARRAGIRRE           | Etxebarria, Marquina-Jeméin, Ziortza-Bolibar, Aulesti, Munitibar |
| OLETA                 | Amoroto, Ispaster, Lequeitio, Mendeja |
| GOROZIKA              | Ondárroa |
| SAN SALVADOR          | Abadiano |
| SAN MIGUEL            | Baquio |
| GARTXETA              | Orduña |
| LA ESCARPADA          | Galdames |
| TURTZIOZ              | Turtzioz |
| LA MARDONA            | Galdames |
| ESPILLA               | Markina-Xemein |
| IKARAN                | Mendexa |
| PAGOBIETA             | Ubide |
| SANTA BARBARA         | Amoroto |
| TELLERIA              | Gizaburuaga |
| BERTXIA               | Ispaster |
| ZEETA                 | Ereño |
| MONTEGANE             | Berriatua |
| SAN PEDRO             | Galdames |
| JARRALTA              | Sopuerta |
| SEL                   | Sopuerta |
| SOLLANO               | Alonsotegui, Bilbao, Gordexola, Gueñes, Zalla |

### Distribución
El Consorcio de Aguas Bilbao Bizkaia gestiona el ciclo integral del agua urbana en 72 municipios de Vizcaya, con diferentes acuerdos para la gestión de las redes municipales de abastecimiento. La red de abastecimiento tiene una extensión de 640 km, a través de 27 ETAP y 128 depósitos reguladores. 

### Saneamiento
La red de saneamiento tiene una longitud de 404 km, con 20 tanques de tormenta y 128 bombeos gestionados, dando servicio a 9100 empresas conectadas. El sistema se apoya en 28 EDAR (estaciones de depuración de aguas residuales).
El saneamiento en red primaria comprende los colectores e interceptores generales (que conectan el alcantarillado con las estaciones depuradoras de aguas residuales), las estaciones depuradoras (con todas sus instalaciones anejas de tratamiento y eliminación de residuos), y los emisarios (que devuelven el agua depurada al medio acuático receptor).
La principal infraestructura de saneamiento de las aguas residuales se encuentra en Sestao, en la Estación Depuradora de Aguas Residuales de Galindo (EDAR de Galindo). En esta estación se depuran al día 350.000 metros cúbicos de aguas residuales y de manera complementaria se tratan los fangos derivados del proceso.

### Otras labores

#### Control de vertidos Industriales
El consorcio se encarga de autorizar, controlar e inspeccionar los vertidos de aguas residuales, tanto en la red primaria de saneamiento como en la de alcantarillado. También sanciona las infracciones que se produzcan, incluida la clausura de vertidos abusivos, o la declaración de nulidad del contrato de suministro de agua correspondiente.

#### Relaciones con clientes
Son competencia del consorcio las relaciones con los clientes, tanto en red primaria como en red secundaria, abarcando el control de equipos de medida, la contratación de servicios, el control de consumos, la facturación junto con gestión recaudatoria, y la resolución de reclamaciones.